# Unité urbaine de Paris
Unité urbaine de Paris (urbanistická jednotka Paříž) je označení pro statistickou jednotku INSEE (kód 00851) v regionu Île-de-France. Zahrnuje pařížskou galomeraci, tj. město Paříž a 411 obcí v departementech Hauts-de-Seine, Seine-et-Marne a Val-de-Marne (celé území) a Yvelines, Essonne, Seine-Saint-Denis a Val-d'Oise (část území). V roce 2011 jednotka zahrnovala 2845 km2 s 10 516 110 obyvateli, tj. hustotou 3696 ob./km2.

## Charakteristika
Jednotku tvoří celkem 412 obcí s rozlohou 2845 km2. Vedle Paříže se jedná o:
- 36 obcí v departementu Hauts-de-Seine
- 40 obcí v departementu Seine-Saint-Denis
- 47 obcí v departementu Val-de-Marne
- 52 z 514 obcí v departementu Seine-et-Marne
- 89 z 262 obcí v departementu Yvelines
- 82 z 196 obcí v departementu Essonne
- 65 z 185 obcí v departementu Val-d'Oise